# Tadahiko Ueda
Tadahiko Ueda (上田 忠彦, Ueda Tadahiko, né le 3 août 1947 à Kyoto et mort le 15 avril 2015 à Higashiōmi) est un footballeur japonais.